# Oliver Stone
William Oliver Stone (sinh ngày 15 tháng 9 năm 1946), thường được biết đến với tên Oliver Stone, là một đạo diễn và biên kịch nổi tiếng người Mỹ. Ông đã từng hai lần giành Giải Oscar Đạo diễn xuất sắc nhất và một Giải Oscar khác cho Kịch bản chuyển thể xuất sắc nhất.

## Tiểu sử
Oliver Stone sinh năm 1946 tại thành phố New York. Ông có bố là một người Do Thái làm nghề chứng khoán còn mẹ là một người gốc Pháp.
Năm 14 tuổi, Stone được cha mẹ gửi vào học tại trường dự bị đại học danh tiếng The Hill School tại Pottstown, Pennsylvania. Sau khi tốt nghiệp trường này năm 1964, Stone vào học tại Đại học Yale nhưng nhanh chóng bỏ học chỉ một năm sau đó để trở thành giáo viên tiếng Anh tại miền Nam Việt Nam sáu tháng. Sau thời gian ở Việt Nam, Stone còn du hành qua Oregon và México trước khi quay trở lại trường Yale và lại bỏ học lần thứ hai.
Từ tháng 4 năm 1967 đến tháng 11 năm 1968 Stone phục vụ trong Quân đội Mỹ tham chiến tại Việt Nam. Yêu cầu được thực hiện nhiệm vụ chiến đấu trực tiếp, Stone được phiên chế vào Sư đoàn bộ binh số 25 và Sư đoàn kỵ binh bay số 1. Trong thời gian chiến đấu tại các đơn vị này, Stone đã hai lần bị thương và được tặng thưởng một số huân chương vì chiến đấu dũng cảm.

## Sự nghiệp
Sau khi quay lại Mỹ, Stone đã trực tiếp viết kịch bản và đạo diễn cho ba bộ phim nói về đề tài chiến tranh Việt Nam. Đó là các phim Trung đội (1986), Sinh ngày mùng 4 tháng 7 (1989) và Trời và Đất (1993). Ông gọi đây là một bộ ba phim nói về những khía cạnh khác nhau của cuộc chiến mà ông từng là người trong cuộc, Trung đội là một bộ phim bán tiểu sử về những trải nghiệm của Stone trên chiến trường, Sinh ngày mùng 4 tháng 7 là sự khủng hoảng của người cựu binh Mỹ khi trở về quê hương, còn Trời và Đất lại dựa trên câu chuyện có thật của Le Ly Hayslip, một người phụ nữ Việt Nam có cuộc đời bị ảnh hưởng nặng nề bởi cuộc chiến. Đây là bộ ba phim đặc biệt thành công của Stone khi ông giành tới hai Giải Oscar Đạo diễn xuất sắc nhất cho các phim Trung đội và Sinh ngày mùng 4 tháng 7. Stone còn giành thêm một Giải Oscar khác cho Kịch bản chuyển thể xuất sắc nhất cho bộ phim Midnight Express
Cũng trong thời gian này, Stone còn viết kịch bản và đạo diễn bộ phim Wall Street (Phố Wall, 1987), bộ phim đã giúp Michael Douglas giành Giải Oscar cho nam diễn viên chính xuất sắc nhất. Ông còn tham gia biên kịch cho một số bộ phim thành công khác như Conan the Barbarian (1982), Scarface (1983), 8 Million Ways to Die (1986) và Evita (1996).
Đầu thập niên 1990, Oliver Stone đã viết kịch bản và đạo diễn cho hai bộ phim gây nhiều tranh cãi đó là JFK (1991), bộ phim lật lại Vụ ám sát Tổng thống Kennedy và Natural Born Killers (Sát nhân bẩm sinh, 1994), bộ phim nói về tình trạng bạo lực lan tràn trên truyền thông Mỹ.
Năm 2004, Stone viết kịch bản và đạo diễn bộ phim Alexander, một tác phẩm nói về cuộc đời của Alexandros Đại Đế. Tuy được đầu tư lớn và kỳ vọng cao, bộ phim đã thất bại cả về mặt doanh thu và nghệ thuật khi bị cả giới phê bình và công chúng chỉ trích vì cách nhìn khác lạ về vị hoàng đế nổi tiếng. Sau Alexander, Stone bắt tay ngay vào thực hiện bộ phim World Trade Center, một trong những bộ phim đầu tiên đề cập trực tiếp đến Sự kiện 11 tháng 9.
Ngày 28 tháng 8 năm 2007, Stone tuyên bố sẽ làm bộ phim Pinkville, bộ phim thứ tư của ông về đề tài chiến tranh Việt Nam với sự tham gia của hai ngôi sao Bruce Willis và Channing Tatum. Bộ phim này sẽ nói về cuộc điều tra vụ Thảm sát Sơn Mỹ của lính Mỹ đối với dân thường Việt Nam.

## Tranh cãi
Các bộ phim của Stone thường xuyên bị chỉ trích vì ủng hộ các giả thuyết lịch sử gây nhiều tranh cãi. Một ví dụ điển hình là bộ phim JFK đã lật lại vụ ám sát tổng thống John F. Kennedy khi đặt ra giả thuyết về sự can dự của rất nhiều viên chức chính phủ cấp cao của Hoa Kỳ vào vụ ám sát. Bộ phim Nixon do Stone thực hiện năm 1995 cũng bị chỉ trích về cách mô tả tổng thống Mỹ Richard M. Nixon. Năm 2004, bộ phim Alexander của Oliver Stone một lần nữa bị phản đối nặng nề vì đã dựng nên chân dung vị hoàng đế Hy Lạp vĩ đại như một người đồng tính luyến ái. Bên cạnh những tranh cãi xung quanh các bộ phim về đề tài lịch sử, Stone còn bị chỉ trích vì đã thực hiện bộ phim Natural Born Killers (Sát nhân bẩm sinh) đậm chất bạo lực.

## Các công việc khác
Năm 1997, Stone cho xuất bản cuốn tiểu thuyết A Child's Night Dream, một tác phẩm tự sự về thời niên thiếu và thời gian đi lính tại Việt Nam của chính đạo diễn.
Năm 2003, Stone thực hiện hai cuốn phim tài liệu, Persona Non Grata về cuộc Xung đột Israel-Palestine và Comandante về Chủ tịch Cuba Fidel Castro. Năm 2004, Stone làm bộ phim tài liệu thứ hai về Fidel có tựa đề Looking for Fidel. Năm 2007, Oliver Stone đã nhận được sự đồng ý của Tổng thống Iran Mahmoud Ahmadinejad để làm một bộ phim tài liệu về vị tổng thống này.

## Tác phẩm
| Năm  | Phim                     | Ghi chú               |
| ---- | ------------------------ | --------------------- |
| 1971 | Last Year in Viet Nam    | Phim ngắn             |
| 1974 | Seizure                  | Biên kịch và Đạo diễn |
| 1978 | Midnight Express         | Biên kịch             |
| 1979 | Mad Man of Martinique    | Phim ngắn             |
| 1981 | The Hand                 | Biên kịch và Đạo diễn |
| 1982 | Conan the Barbarian      | Biên kịch             |
| 1983 | Scarface                 | Biên kịch             |
| 1985 | Year of the Dragon       | Biên kịch             |
| 1986 | 8 Million Ways to Die    | Biên kich             |
| 1986 | Salvador                 | Biên kịch và Đạo diễn |
| 1986 | Trung đội                | Biên kịch và Đạo diễn |
| 1987 | Wall Street              | Biên kịch và Đạo diễn |
| 1988 | Talk Radio               | Biên kịch và Đạo diễn |
| 1989 | Sinh ngày mùng 4 tháng 7 | Biên kịch và Đạo diễn |
| 1991 | The Doors                | Đạo diễn              |
| 1991 | JFK                      | Biên kịch và Đạo diễn |
| 1993 | Trời và Đất              | Biên kịch và Đạo diễn |
| 1994 | Natural Born Killers     | Biên kịch và Đạo diễn |
| 1995 | Nixon                    | Biên kịch và Đạo diễn |
| 1996 | Freeway                  | Biên kịch             |
| 1997 | U-Turn                   | Biên kịch và Đạo diễn |
| 1999 | Any Given Sunday         | Biên kịch và Đạo diễn |
| 2003 | Persona Non Grata        | Phim tài liệu         |
| 2003 | Comandante               | Phim tài liệu         |
| 2004 | Alexander                | Biên kịch và Đạo diễn |
| 2004 | Looking for Fidel        | Phim tài liệu         |
| 2006 | World Trade Center       | Đạo diễn              |
| 2008 | Pinkville                | Đạo diễn              |
|      |                          |                       |

|-
| rowspan=1 style=background:#efefef; | 2019
| tiết lộ Ukraine
| Đạo diễn
|-
|
|
|
|}